# Clara Woltering
Clara Woltering (født 3. Februar 1983 i Münster) er en tidligere tysk håndboldspiller, der spillede for Tysklands håndboldlandshold.

## Landsholdskarriere
Woltering fik debut på det tyske landshold i 2003 og sluttede i EM i håndbold 2004 som nummer 5. Plads, og i nummer 6. ved VM i håndbold 2005. Ved EM i håndbold 2006 blev de nummer fire, og vandt bronze ved VM i håndbold 2007 i Frankrig.
Hun deltog under Sommer-OL 2008 i Beijing, hvor Tyskland blev placerede som nummer 11.
Hun stoppede officelt på landsholdet i 2017, efter VM på hjemmebane.

## Klubkarriere
Woltering blev i 2002 pokalvinder, med sin klub Bayer 04 Leverkusen, og finalist i 2005. I 2005 vandt hun EHF Challenge Cup med Bayer Leverkusen. Hun har vundet EHF Champions League, to gange med montenegrinske ŽRK Budućnost, i 2012 og 2015.
Hun stoppede endegyldigt hendes karriere som professionel håndboldspiller i 2019.

## Meritter

### Klubhold
- EHF Champions League:
  - Vinder: 2012, 2015.
- DHB-Pokal:
  - Vinder: 2002, 2010
- Førsteliga:
  - Vinder: 2012, 2013, 2014, 2015
- Montenegrinsk Pokalturnering:
  - Vinder: 2012, 2013, 2014, 2015
- EHF Challenge Cup:
  - Vinder: 2005

### Landshold
- Verdensmesterskabet:
  - Bronze: 2007

## Priser
- Årets håndboldspiller i Tyskland 2009, 2010 og 2017.[6]
- MVP ved Final 4-stævnet i EHF Champions League 2015.